# 취팔권 광팔권
"취팔권 광팔권"은 한국에서 제작된 이영우 감독의 1981년 영화이다. 유가휘 등이 주연으로 출연하였고 김치한 등이 제작에 참여하였다.

## 출연

### 주연
- 유가휘
- 김재우
- 김영일
- 장미희

## 기타
- 조명: 정덕규
- 녹음: 김성찬
- 미술: 김유준